# 7899 Joya
7899 Joya este un asteroid din centura principală de asteroizi.

## Descriere
7899 Joya este un asteroid din centura principală de asteroizi. A fost descoperit pe 30 ianuarie 1996 la Ōizumi de Takao Kobayashi. El prezintă o orbită caracterizată de o semiaxă mare de 2,34 ua, o excentricitate de 0,14 și o înclinație de 6,3° în raport cu ecliptica.